# Verlag E.P. Tal & Co
Der E.P. Tal & Co Verlag war ein belletristischer Verlag im Österreich der Ersten Republik. Der Verlag hatte seinen Geschäftssitz in Wien.
Gründer war der am 14. Dezember 1888 in Wien geborene Ernst Peter Rosenthal, Lyriker und Sohn eines Herstellers von Rollläden. Ab 1909 führte er mit behördlicher Bewilligung den Namen Ernst Peter Tal. In noch jungen Jahren ging Tal zum Verlag S. Fischer nach Berlin. Mitte 1913 war er dort als Leiter der 1903 gegründeten „Theaterabteilung“ tätig. Nach Kriegsdienst an der galizischen Front betrieb Tal ab Anfang 1919 seine Verlagsgründung. Die ersten Werke erschienen noch im April 1919, als allererstes Woodrow Wilsons Friedensplan von Heinrich Lammasch, gefolgt von einem Werk Alfred Hermann Fried über den Völkerbund. Als stiller Teilhaber fungierte 1919 bis 1923 der Schweizer Literat und Mäzen Carl Seelig. E.P. Tal war allerdings als Alleininhaber und Geschäftsführer des Verlags bis zu seinem Tod am 30. November 1936 tätig. Danach wurde der Verlag von seiner Ehefrau Lucy Tal, geb. Traub, zunächst erfolgreich weitergeführt. Nach dem „Anschluss Österreichs“ im März 1938 wurde der Verlag aber „arisiert“. Am 10. Juni 1939 verschwand der Name „E.P. Tal Verlag“ aus dem Wiener Handelsregister und wurde durch „Alfred Ibach Verlag“ ersetzt.
Der Verlag war vor allem in seiner Anfangsphase sehr produktiv. 1919 bis 1938 wurden etwas mehr als 200 Titel herausgebracht. Etwa ein Viertel der Titel erschienen in den ersten drei Jahren, rund die Hälfte zwischen 1919 und 1924. Zwischen 1925 und 1928 gab es dagegen nur acht nachgewiesene Neuerscheinungen. 1936 beginnt dann die erfolgreiche Reihe der Rot-blauen Bücher: Es waren Kriminalromane –, aus dem Amerikanischen oder dem Englischen übersetzt –, darunter Bücher von Dorothy L. Sayers, Erle Stanley Gardner, Rex Stout, John Dickson Carr und vor allem Agatha Christie. Bis Mai 1939 zählte diese Reihe 32 Bände.
Zu den bei Tal verlegten Autoren zählten folgende Autoren: Maria Lazar (Die Vergiftung), Somerset Maugham (Der Besessene/The Moon and Sixpence), Ferenc Molnár mit dem Jugendroman Die Jungen von der Paulstraße, Essad Bey (Ali und Nino) sowie mehrere Werke von Thornton Wilder, darunter Die Brücke von San Luis Rey. 1930 publizierte Tal Lady Chatterley und ihr Liebhaber von D. H. Lawrence.